# Казимир Ернрот
Йохан Казимир Ернрот (на фински: Johan Casimir Ehrnrooth) е финландски офицер (генерал-лейтенант) и администратор на служба в Руската империя.
Участник в Руско-турската война (1877 – 1878), след Освобождението на България е военен министър (1880 – 1881), министър-председател (1881) и министър на вътрешните работи (1881) на Княжество България.

## Биография

### Ранни години
Казимир Ернрот е роден на 26 ноември 1833 г. в семейното имение Сееста при Настола (днес част от Лахти), Финландия, в благородническото семейство на Густав Адолф Ернрот. Родът произлиза от немски преселник от Померания, установил се във Финландия в началото на XVII век. През 1687 година представител на семейството получава благородническа титла, и следващите поколения често стават военни. Дядото и бащата на Казимир Ернрот са генерали в шведската армия. Майка му, Юхана фон Платен, също е от офицерско семейство, клон на големия и разклонен благороднически род Фон Платен, чийто корен също е в Померания. Казимир е четиринадесетото от шестнадесетте деца в семейството (пет умират в ранна възраст), като двама от по-големите му братя също стават военни, достигайки звания полковник и генерал-лейтенант.
През 1843 година Казимир Ернрот отива да учи в лицей в Хелзинки, а през 1845 година е прехвърлен във Финландския кадетски корпус, военно училище в Хамина. През август 1850 година завършва Кадетския корпус, произведен е в корнет и е назначен в Лейбгвардейския улански полк в Санкт Петербург. В края на 1851 година е произведен в лейтенант, а през следващата година постъпва в генералщабната Николаевска академия. По време на обучението си там, което протича по време на Кримската война за няколко месеца е изпратен на укрепленията при Виборг, заради опасения от възможен вражески десант от Финския залив. Завършва академията през май 1855 година.

### Кавказка война и Полско въстание
В началото на 1856 година Казимир Ернрот е назначен на служба в Генералния щаб на руската армия, а малко по-късно е повишен в майор и назначен в Курския пехотен полк. С него той участва в Кавказката война, водейки бавни и методични военни действия срещу местното население в района на Аргун. При активизиране на бойните действия през лятото на 1858 година, частта на Ернрот участва във форсирането на река Аргун, където на 13 юли той е ранен в лявото рамо. Той напуска за няколко месеца района на военните действия, но раната му не заздравява добре и му създава затруднения до края на живота му.
В началото на 1859 година Ернрот се връща в Кавказ и участва в превземането на аула Ведено през април и на Гуниб през септември, когато е пленен самият чеченски водач Шамил. С това е решен изходът от войната. За участието си в Кавказката война той е награден последователно с ордените „Света Анна“ трета степен, „Свети Станислав“ втора степен и „Свети Владимир“ четвърта степен, както и с първото от петте си Златни оръжия „За храброст“. През септември 1859 година е повишен в лейтенант-полковник.
След петмесечен отпуск, в началото на 1860 година Казимир Ернрот отново е назначен в Генералния щаб. През 1861 година става началник-щаб на разположената в Полша Шеста пехотна дивизия, а през следващата година е повишен в полковник. През следващите месеци участва активно в потушаването на Полското въстание като командващ Витебския 27-и пехотен полк при Ченстохова. Той ръководи завземането на Ясногурския манастир, след което полският печат го определя като помагач в „сатанинските цели на палача Михаил Муравьов“. В края на 1863 година се връща в Русия, заедно с полка си.

### Руско-турска война
През 1867 година Казимир Ернрот оглавява научния комитет при Генералния щаб, а през 1869 година става генерал-майор и помощник-командир на Седемнадесета пехотна дивизия в Полша. През следващите години заема различни други постове в Полша, а през декември 1876 година става командващ Единадесета пехотна дивизия.
Със започването на Руско-турската война през пролетта на 1877 година дивизията на Ернрот е прехвърлена от нейната база в Луцк в изоставения от османските войски град Олтеница на брега на Дунав. На 14 юни той е леко ранен във врата от случаен изстрел по време на престрелка с османски части на отсрещния бряг на реката.
Единадесета пехотна дивизия е прехвърлена южно от Дунав при Свищов в края на юли и е включена в сформирания при Кесарево Османпазарски отряд. Тя се укрепява източно от Търново, по линията Чаиркьой-Златарица, в защита на левия фланг на руските войски, които се концентрират за обсадата на Плевен. По време на османската офанзива в края на ноември дивизията участва в отбранителните боеве при Елена.
След превземането на Плевен на 10 декември, дивизията на Казимир Ернрот е включена в Източния отряд, който започва настъпление на изток. Придвижвайки се на изток при тежки зимни условия, тя завзема Яйла кьой, а на 15 януари 1878 година и опожарения Осман пазар. След кратък престой там дивизията продължава настъплението и на 17 януари заема изоставения от основните османски сили град Търговище.
Одринското примирие от 19 януари заварва Единадесета пехотна дивизия на 20 километра западно от Шумен. Съгласно неговите условия, нейните основни сили се изтеглят на север към Дунав, но Ернрот остава в Шумен, където през следващите седмици ръководи временната администрация. Той напуска страната в началото на април. Вече в Румъния на дивизията му е възложена секретната задача при нужда да окупира столицата Букурещ, но руското правителство се отказва от този план, опасявайки се от международните последствия. Малко след това Ернрот е преместен на служба в Генералния щаб в Санкт Петербург.

### Административна и политическа дейност
След края на Руско-турската война и създаването на самостоятелна Българска държава Русия запазва силни позиции в нейните въоръжени сили, контролирайки чрез свои офицери повечето ключови постове, включително този на военния министър. След като влиза в конфликт с военния министър Пьотър Паренсов, по време на посещението си в Санкт Петербург през март 1880 година българският княз Александър Батенберг успява да издейства от руското правителство неговото отзоваване и на 17 април на мястото му е назначен Казимир Ернрот, който малко преди това се уволнява официално от руската армия.
Още преди назначаването на Ернрот за военен министър княз Александър Батенберг му поставя като условие да следва плътно неговите нареждания, включително в случай на организиран от княза преврат. Ернрот е притеснен от това изискване, но лично император Александър II го уверява, че Батенберг няма да прибегне до подобни действия без изричното съгласие на руския император.
Малко след пристигането си в България, на 9 май, Казимир Ернрот получава от парламента извънредни правомощия за справяне с мюсюлманските бунтове в източната част на страната, където още от предишното лято е в сила извънредно положение. Той получава широки права да контролира военната и гражданската администрация в засегнатите райони, включително да уволнява по свое усмотрение всички държавни служители, до нивото на окръжните началници. Макар тези правомощия да противоречат на Търновската конституция, те получават силна подкрепа от депутатите на управляващата Либерална партия.
Ернрот назначава анкетна комисия за безредиците, която описва неефективността на българската администрация в района. Той заминава на място, уволнява голям брой некомпетентни или корумпирани чиновници, някои от които сами участват в насилията. Лично ръководи преследването на най-голямата банда на Чобан Хасан, който е принуден да избяга в Източна Румелия. През следващите няколко месеца в района е установен контрол.
Веднага след назначаването си за военен министър Казимир Ернрот прави демонстрация на пестеливост, отказвайки се от половината си заплата, което предизвиква широк обществен отзвук и става повод Димитър Великсин да му посвети хвалебствено стихотворение на френски, публикувано в либералния вестник „Целокупна България“. След това той премахва редица излишни според него длъжности в министерството, включително тази на товарища Александър Тимлер, и намалява заплатите на част от командния състав, особено на руските офицери, които се ползват със значителни финансови привилегии.
През лятото на 1880 година Ернрот влиза в конфликт с либералното мнозинство в парламента, което прави опит да създаде Народно опълчение, спомагателна въоръжена сила извън контрола на военното министерство и правителството. През декември е постигнат компромис и Народното опълчение е създадено, но подчинено на военното министерство. По същото време той проваля и приемането на закон, с който снабдяването на армията с храни се възлага на местната администрация, вместо на военното министерство.
През краткия период, в който Ернрот оглавява военното министерство, са предприети различни мерки за организирането на новосъздадената Българска армия. Създаден е първият артилерийски полк и военните съдилища, използваните първоначално пушки „Кримка“ са заменени с 44 хиляди от по-новата система „Берданка 2“, организирана е охраната на границата.
През есента на 1880 година Казимир Ернрот прави неуспешен опит да напусне поста си, след като руското правителство първо го кара да лобира в полза на проекта за железопътна линия Свищов – Нова Загора, а след това самò се отказва от него. През следващите месеци той се ангажира активно с актуалния по това време железопътен въпрос. От 1 март временно управлява външното министерство, тъй като титулярът Никола Стойчев е във Виена на международна конференция, обсъждаща и изграждането на линията Пирот – Белово. Ернрот прави различни предложения, целящи забавянето на този неодобряван от Русия, но предвиден в Берлинския договор проект, като по този въпрос влиза в противоречия с останалите министри.
През октомври 1880 година, в навечерието на правителствената криза, довела до смяна на министър-председателя, княз Александър отново обсъжда с Ернрот възможността за държавен преврат и ревизия на конституцията в по-консервативен дух, а Ернрот повтаря позицията си, че ще следва инструкциите на руското правителство. В свое писмо до руския военен министър Дмитрий Милютин той изразява съгласие с вижданията на княза за политическата нестабилност в страната и нуждата от насилствена промяна на конституцията, но заявява желанието си при такава ситуация да напусне поста и да се върне в Русия. В отговор Милютин му предава нареждане от император Александър II, че предвид добрите му отношения с княз Александър трябва да остане на поста си възможно най-дълго.
През пролетта на 1881 година Казимир Ернрот продължава с неуспешните си опити да се върне в Русия и да се „избави от тази каторга“. В лична кореспонденция той описва пълното си разочарование от местните политици от двете партии, заявявайки, че дори правителството на хаитянския император Фостен Сулук „не се е състояло от по-груби, пошли и лъжливи хора, отколкото тукашните фигуранти“. В тази обстановка той настоява пред княз Александър да свика незабавно Велико народно събрание, от което да поиска увеличени правомощия, а в случай на отказ да абдикира, което според него вероятно би довело до поставяне на страната под външен контрол.
След посещението на княз Александър в Русия през март 1881 година руското правителство се съгласява той да пристъпи към суспендиране на конституцията, санкционирано от новоизбрано Велико народно събрание, и Казимир Ернрот започва да действа активно в тази посока. Той е сред преките участници в държавния преврат на 27 април, с който княз Александър го поставя начело на ново временно правителство, което да проведе избори за Велико народно събрание.
Малко след преврата Ернрот получава принципното съгласие на Милютин да се върне в Русия, като му е дадена свобода да се споразумее с княз Александър за подходящия момент за това. Междувременно по настояване на Ернрот страната е разделена на пет области, които са поставени под контрола на петима руски офицери, назначени за извънредни комисари, които трябва да организират успешното за новия режим провеждане на изборите. Взети са мерки за ограничаване на опозиционния печат и са предприети масови политически чистки в държавната администрация. В страната е въведено военно положение и са създадени извънредни военни съдилища, които да преследват противниците на режима. Ернрот дори влиза в конфликт с руския посланик Михаил Хитрово, който смята някои от мерките му за манипулиране на изборите за прекалено груби и потенциално компрометиращи княз Александър.
След избора на II велико народно събрание и въвеждането на Режима на пълномощията на 1 юли Казимир Ернрот най-накрая получава разрешението на руското правителство да напусне България. Въпреки опитите на княз Александър да го убеди да остане, още същия ден той подава оставка като министър-председател и късно през нощта отпътува за Русия от Свищов, където заседава Великото народно събрание. През 1883 година получава най-високата степен на учредения малко по-рано най-висок български орден „Свети Александър“.
След връщането на Ернрот в Русия той е върнат на служба в Генералния щаб, но ролята му в преврата в България е остро критикувана от либералния печат, което става повод за забраната за половин година на популярния вестник „Голос“. Ернрот отговаря на публикациите с писмо, публикувано във вестник „Санктпетербургские ведомости“, в която казва, че всички негови действия са съгласувани с руското правителство, а мерките след преврата не са особено крайни, тъй като никой не е екзекутиран. Към критиките срещу него се присъединяват и някои правителствени кръгове, тъй като след заминаването на Ернрот отношенията на Русия с новия режим в България започват да се обтягат.
В началото на 1882 година Казимир Ернрот поема поста на заместник на държавния секретар за Финландия – заместник-ръководител на министерството в руския кабинет, отговорно за Великото княжество Финландия. Наред с това той става заместник-канцлер на Хелзинкския университет, като на практика е административен ръководител на училището, тъй като номинално за негов канцлер е назначаван руския престолонаследник.
В началото на 1883 година българският княз Александър влиза в конфликт с министър-председателя и руски генерал Леонид Соболев. През май на среща с император Александър III той се опитва да издейства връщането в България на Казимир Ернрот, на когото разчита да изглади българо-руските отношения и да стабилизира Режима на пълномощията, но руското правителство не посреща с ентусиазъм това предложение и то се проваля. След абдикацията на княз Александър през 1886 година се правят дипломатически сондажи за назначаването на Ернрот за член на регентския съвет, представляващ Великите сили, но идеята е отхвърлена от британското правителство.
През септември 1888 година Ернрот става държавен секретар за Финландия с ранг на министър, като по това време е най-високопоставеният финландец в администрацията на Руската империя. На този пост той организира участието на Финландия в световното изложение в Париж през 1889 година. Мандатът му начело на министерството съвпада със засилен натиск на руското правителство за русификация на Финландия и по-пълното ѝ интегриране в империята, което среща съпротива в страната. Опитвайки се да балансира между двете страни, Ернрот е критикуван от националистите както във Финландия, така и в Русия. Недоволен от положението си, той на няколко пъти подава оставка, докато е освободен от поста си на 5 април 1891 година, а няколко дни по-късно е уволнен и от армията.

### Последни години
След пенсионирането си Казимир Ернорт се установява в имението си Сееста. През 1902 година заради влошеното си здраве се премества при сестра си Адел в Хелзинки. Той живее уединено без да участва в обществения живот, като периодично посещава различни европейски лечебни курорти. В края на 1912 година получава сърдечен удар и няколко месеца остава на легло.
Казимир Ернрот умира от повторен инфаркт на 5 февруари 1913 година в дома си в Хелзинки. Погребан е в семейната гробница в Настола.
Казимир Ернрот няма деца. Наследници на рода му са финландският генерал от Втората световна война Адолф Ернрот и бившият президент на „Нокиа“ и „Кимене“ Казимир Ернрот.

## Памет
На генерал Казимир Ернрот е наречена улица в квартал „Люлин“ в София (Карта).